# Елізабет Піпко
Елізабет Піпко (англ. Elizabeth Pipko, нар. 26 червня 1995) — американська письменниця, модель, медійна особа та політична діячка.

## Ранні роки
Елізабет Піпко народилася в Нью-Йорку 26 червня 1995 року в родині, яка емігрувала з колишнього СРСР. Вона є онукою американського художника білоруського походження Марка Кліонського. Має частково українське коріння. До 15  років вона займалася фігурним катанням, поки травма щиколотки не забрала її зі спорту. Піпко є єврейкою і відвідувала денну школу Рабі Артура Шнайєра в парку Іст.
Піпко з відзнакою закінчила Harvard Extension School при Гарвардському університеті. Здобула ступінь магістра наук в Університеті Пенсільванії в травні 2023 року.

## Модельна кар'єра
Піпко підписала контракт з Wilhelmina Models у 17 років Вона з'являлася в Maxim, Harper's Bazaar, Grazia, DT, Esquire, Contrast і L'officiel, а на ранніх етапах її кар'єри її часто порівнювали з Емілі Ратаковскі, багато хто відзначає їхню схожість. У 2018 році вона з'явилася в кампанії «Perfectly Imperfect» для Vizcaya Swimwear, кампанії проти фотошопу, яка пропагує позитивний образ тіла.
Піпко заявила, що її політична діяльність заважала її модельній кар'єрі. В інтерв'ю, яке було опубліковано в журналі QP Magazine у 2019 році, вона сказала: «Це має на меті показати молодим дівчатам, що вони можуть робити все, що вони хочуть. Від моделі до політики та всього між ними».
У грудні 2021 року Елізабет Піпко знялася на обкладинці Harper's Bazaar Vietnam.

## Політична кар'єра
У 2016 році Піпко брала участь у президентській кампанії Дональда Трампа в ролі координаторки волонтерських послуг.
У лютому 2022 року, коли Піпко запитали про її думки щодо російського вторгнення в Україну, сказала Fox news: "Я чула, як люди запитують: «Чому нас має хвилювати те, що сьогодні відбувається в Росії та Україні?» Ми, як американці, знаємо, за що ми виступаємо, і ми знаємо, що напад на демократію будь-де є нападом на демократію всюди".
Піпко исала статті на тему антисемітизму для Fox News, Jewish Voice і Newsweek.
Вона регулярно виступає в програмах кабельного телебачення на теми від поп-культури до політики.
У травні 2024 року призначена прессекретаруою Республіканського національного комітету. Піпко є сіоністкою, яка після свого призначення заявила, що «підтримка Ізраїлю в інтересах Сполучених Штатів».

## Письменниця
Піпко видала у видавництві Archway Publishing дві книжки поезії: «Солодкі шістнадцять» (2013,ISBN 9781480800731) і Про вас (2018,ISBN 1480863106).
У 2020 році книгу Піпко Finding My Place: Making My Parents' American Dream Come True (2020,ISBN 164293559X) було випущено через Post Hill Press.

## Особисте життя
26 грудня 2018 року Піпко одружилася з Дарреном Сентінелло у Вест-Палм-Біч, штат Флорида, у клубі Мар-а-Лаго.